# Paul Ghijsels

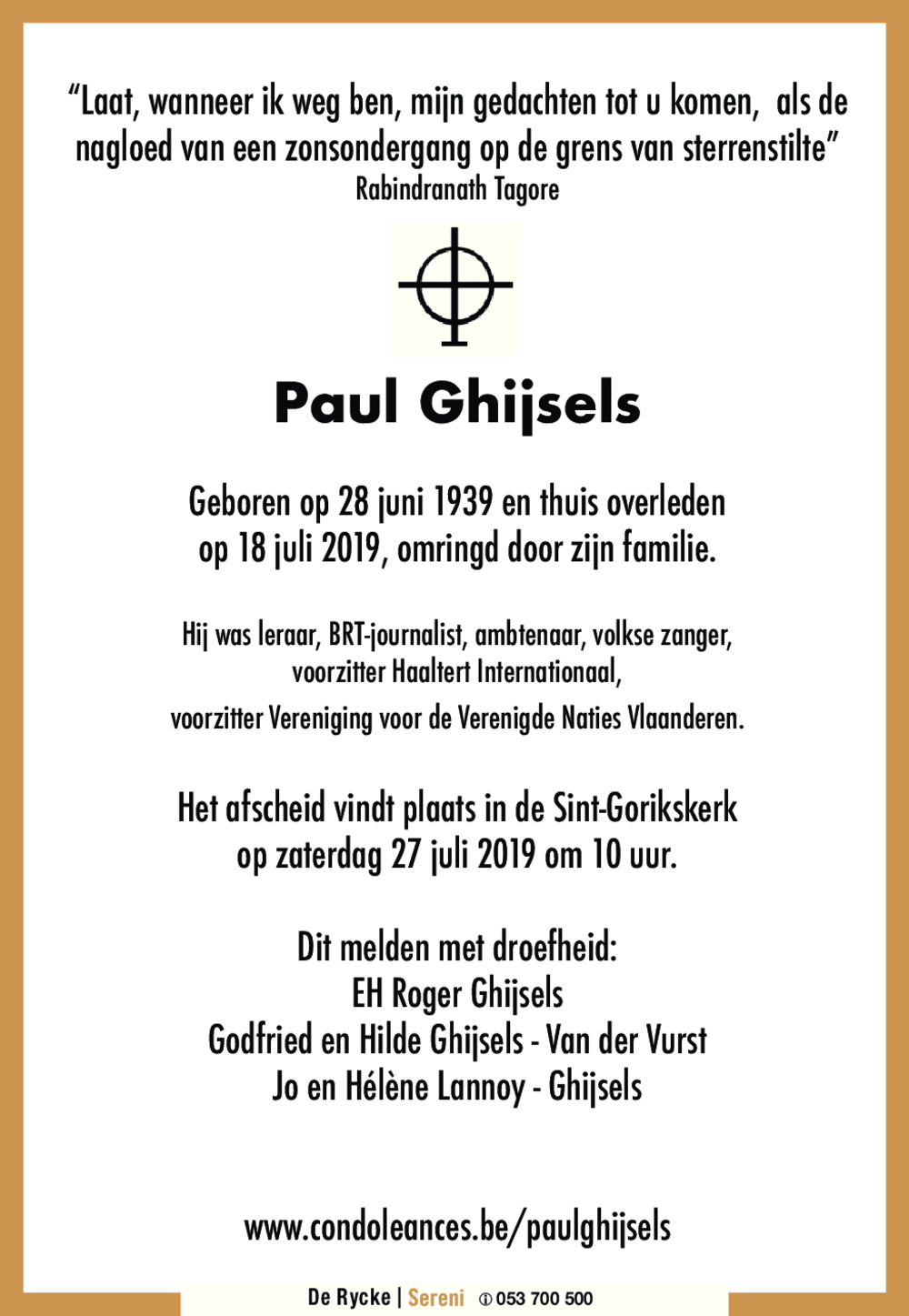
Bidprentje Paul Ghijsels

Paul Ghijsels (28 juni 1939 - Haaltert, 18 juli 2019), was een Belgisch journalist en cabaretier. 
Hij werd geboren in een gezin waar de vader onderwijzer was en hem de reismicrobe doorgaf, na zijn middelbare onderwijs studeerde hij Germaanse talen. In 1963 trok Ghijsels naar de pas onafhankelijk geworden Belgische kolonie Congo en was er tijdje leraar. Zijn loopbaan bij de toenmalige BRT begon een jaar later bij Radio 2 Limburg en was nadien actief bij Radio 1, de Wereldomroep en vervolgens bij de nieuwsdienst van de televisie. Een loopbaan die wel geruime tijd werd onderbroken toen hij aan ontwikkelingshulp ging doen in Zuid-Amerika.
In Vlaanderen was hij vooral bekend als presentator van het reis- en quizprogramma Van pool tot evenaar welke hij presenteerde van 1985 tot 1990, terwijl hij ook reisprogramma's maakte voor de BRT. 
Hij trad tevens op als volkszanger en cabaretier. In 1967 werd hij samen met zijn radio-collega Urbaan Debecker laureaat van het Humorfestival van Heist.